# Treharris
Treharris est une petite ville et une communauté du borough de comté de Merthyr Tydfil, au pays de Galles.

## Géographie
Treharris est situé dans le sud du borough de comté de Merthyr Tydfil, à la frontière des borough de comté de Rhondda Cynon Taf (à l'ouest) et Caerphilly (à l'est), dans la vallée de la Taff Bargoed (en). Le centre-ville de Merthyr Tydfil se trouve à une douzaine de kilomètres au nord.
La communauté de Treharris comprend aussi les villages de Quakers Yard (en) et Edwardsville.

## Démographie
Au recensement de 2011, la communauté de Treharris comptait 6 356 habitants.